# Wiiステーション
Wiiステーション（ウィーステーション）は、一部の任天堂製品販売店に設置されていたWii関連映像放映装置。試遊台機能を持つものもある。

## 概要
パナソニック製の32ワイド型液晶ディスプレイ（TH-32LX60など）が内蔵されており、Wii専用ソフトの紹介映像やテレビCMなど様々な映像が映し出される。インターネット回線に接続されており、映像は任天堂側から自動配信、そして自動更新されるため、設置店側は映像ディスクを替える手間が不要となっている。前面のプラスチックケース内には、Wii本体・Wiiリモコン・ヌンチャク・はじめてのWiiパックが展示してある。
Wiiステーションより先に設置され始めたDSステーションとほぼ同じ店舗に設置されている。

### 試遊台一体型
当初は安全上の理由から、Wiiの試遊台は設置されていなかったが、2008年1月下旬より一部の店舗に試遊台が一体になったWiiステーションが設置されるようになった。ただし、全ての店舗のWiiステーションが試遊台一体型に変更される訳ではなく、あくまである程度のスペースが確保できる店舗に限られている。
試遊可能なソフトは、映像と同様にインターネット回線経由で随時追加・変更される。コントローラは、Wiiリモコン・ヌンチャク・クラシックコントローラPRO・Wiiリモコン一体型のWiiハンドルの4種類が設置されており、それぞれ接続ケーブルでWiiステーションと接続されている。なお、接続ケーブルを利用して電源を供給しているため各種コントローラの電池交換は不要となっている。前面のプラスチックケースの部分はコントローラを置く台に変更され、台の左側に稼働しているWii本体が設置されている。